# Gabriel Albiac
Gabriel Albiac Lópiz (Utiel, 3 de mayo de 1950) es un filósofo, escritor y colaborador español de medios de comunicación. 
Es profesor de filosofía desde 1974 en la Universidad Complutense de Madrid, institución de la que es catedrático desde 1988. Escribe una columna para el diario digital El Debate y, hasta octubre de 2022, colaboró como contertulio en el programa matinal de Federico Jiménez Losantos en EsRadio (donde dirigió durante un mes un programa de radio en los comienzos de la cadena) y en el programa de televisión Los Catedráticos de Libertad Digital TV.
Fue Premio Nacional de Literatura en la modalidad de ensayo en 1988. Premio González-Ruano de Periodismo, 2009. Premio Samuel Hadás, 2012. Premio Samuel Toledano, 2013. Premio Mariano de Cavia, 2018.
Ha trabajado para los diarios El País, Diario 16, El Mundo (de cuyo consejo editorial fue miembro) y La Razón, y ABC, así como para la Cadena COPE (en la tertulia del programa La Mañana cuando era dirigido por Federico Jiménez Losantos).

## Biografía
Gabriel Albiac nació en el municipio valenciano de Utiel en 1950. Su padre fue militar de carrera y combatió en el bando leal a la República durante la guerra de España. Al acabar ésta, fue condenado a muerte por la dictadura franquista. En un segundo proceso realizado un año más tarde, la condena a muerte fue reemplazada por 30 años de prisión, obteniendo posteriormente la libertad provisional.
En 1967 Gabriel Albiac ingresó en el clandestino Sindicato Democrático de Estudiantes Universitarios de Madrid (SDEUM). De esta organización pasó al Partido Comunista de España, en el que permaneció hasta las vísperas de su legalización en 1977.
Con 22 años de edad se trasladó a París, en donde fue alumno de Louis Althusser.
A mediados de la década de 1990 adoptó a sus dos hijas en India.

## Perfil intelectual
Albiac es un ensayista que ha tratado desde un punto de vista heterodoxo y materialista los temas de actualidad. En temas de política española se ha alineado frecuentemente con la línea editorial del diario El Mundo, mientras que en política internacional manifestó en su día su apoyo al movimiento antiglobalización y a los movimientos de izquierda, declarándose próximo a los filósofos Louis Althusser (del cual fue alumno), Michel Foucault y Antonio Negri. 
Él mismo se ha llegado a definir como un comunista muerto, en el sentido en que es un marxista heterodoxo que reconoce que el socialismo real no esconde sino un sistema totalitario, con el que se muestra en desacuerdo.
Profundo admirador de la cultura judía, es un firme defensor de la legitimidad de la existencia del Estado de Israel y de su política defensiva,  Así, no duda en calificar al actual antisionismo como el nuevo disfraz del antisemitismo de siempre.
En relación con ello, en su artículo «Ganó Al Qaeda», publicado al día siguiente de la victoria electoral socialista en las elecciones del 14 de marzo de 2004, criticó duramente la decisión de retirar las tropas españolas de Irak por considerarlo una cesión de España ante el terrorismo islamista. 
En 2023, se opuso desde su tribuna en El Debate a la reacción de la izquierda en Francia y España que «buscan acusar de crimen de guerra al Israel que se defiende militarmente»,  afirmando que «el 7 de octubre de 2023, el dispositivo terrorista más amplio procedió a un exterminio masivo de población civil judía».  También es conocida su pública oposición a los nacionalismos catalán y vasco.
Fue uno de los representantes de las tesis conspiracionistas del 11-M, firmando con el pseudónimo de «Lucrecio» en Libertad Digital. Acabaría por describir este atentado como un «golpe de Estado».
Ha publicado estudios sobre Spinoza y Pascal, y es también un gran conocedor de la vida y obra de Maquiavelo.

## Premios y reconocimientos
En 1988 ganó el Premio Nacional de Ensayo.

## Obra

### Novelas
- Ahora Rachel ha muerto (1994). Madrid. Editorial Alfaguara. ISBN 84-204-8114-9.
- Últimas voluntades (1998). Barcelona. Editorial Plaza y Janés. ISBN 84-01-38585-7.
- Palacios de invierno (2003). Barcelona. Seix Barral. ISBN 84-322-1165-6.
- Blues de invierno (2015). Almería. Confluencias. ISBN 978-84-943830-8-3.
- Dormir con vuestros ojos (2021). Madrid. La Esfera de los Libros. ISBN 978-84-1384-015-4.

### Ensayos
- Albiac, Gabriel (1976). Louis Althusser, cuestiones de leninismo. Bilbao: Zero. ISBN 84-317-0356-3.
- El debate sobre la dictadura del proletariado en el Partido Comunista francés, Madrid, Ediciones de la Torre, 1977
- Albiac, Gabriel (1977). Al margen de "El Capital". Madrid: Cupsa.
- Seis iniciativas comunistas, Madrid, siglo XXI, 1977. ISBN 84-390-0018-9.
- Debate sobre el eurocomunismo, Madrid, Taller de Sociología, 1978. ISBN 84-400-4288-4.
- Albiac, Gabriel (1979). De la añoranza del poder o consolación de la filosofía. Pamplona: Peralta. ISBN 84-85272-45-5.
- Pascal, Barcelona, Barcanova, 1981. ISBN 84-85923-85-5.
- La sinagoga vacía: un estudio de las fuentes marranas del spinozismo (Madrid, Hiperión, 1987. Premio Nacional de Ensayo, 1988). Edición francesa en Presses Universitaires de France, 1994. 2.ª edición ampliada, ed. Tecnos, 2013.
- Albiac, Gabriel (1989). Todos los héroes han muerto. Madrid: Libertarias/Prodhufi. ISBN 84-7683-027-0.
- Albiac, Gabriel (1989). Adversus socialistas. Madrid: Libertarias/Prodhufi. ISBN 84-87095-32-1.
- Albiac, Gabriel (1991). Léxico leninista o Pequeño Lenin de bolsillo. Madrid: Libertarias/Prodhufi. ISBN 84-7954-018-4.
- Prólogo a Ernest Renan, "Averroes y el averroísmo: ensayo histórico", Madrid, Hiperión, 1992. ISBN 84-7517-373-X.
- Mayo del 68, una educación sentimental (1993). Barcelona, Temas de Hoy. ISBN 84-7880-270-3.
- Albiac, Gabriel (1995). Caja de muñecas: figuras de la concepción inmaculada. Barcelona: Destino. ISBN 84-233-2497-4.
- Blaise Pascal: pensamientos [prologuista) 1995. Espasa Calpe.
- Albiac, Gabriel (2000). Desde la incertidumbre. Barcelona: Plaza & Janés. ISBN 84-01-37666-1.
- Albiac, Gabriel (1996). La muerte: metáforas, mitologías, símbolos. Barcelona: Paidós Ibérica. ISBN 84-493-0243-9.
- Albiac, Gabriel (2005). Diccionario de adioses. Barcelona: Seix Barral. ISBN 84-322-0894-9. Segunda edición (aumentada). Almería. Editorial Confluencias, 2020.ISBN 978-84-121003-6-5..
- Albiac, Gabriel (2007). Contra los políticos. Barcelona: Temas de hoy.
- Albiac, Gabriel (2011). Sumisiones voluntarias: la invención del sujeto político: de Maquiavelo a Spinoza. Madrid, Tecnos. ISBN 978-84-309-5223-6.
- Albiac, Gabriel (2013). Blaise Pascal. La máquina de buscar a Dios (Una antología). Madrid, Tecnos. ISBN 978-84-309-5923-5.
- Albiac, Gabriel (2016). Alá en París. Almería, Editorial Confluencias. ISBN 978-84-944761-2-9.
- Albiac, Gabriel (2018). Mayo del '68. Fin de Fiesta. Almería. Editorial Confluencias. ISBN 978-84-947772-8-8.
- Albiac, Gabriel (2018). Blaise Pascal. Pensamientos (Edición Crítica). Madrid. Editorial Tecnos. ISBN 978-84-309-7156-5.
- Albiac, Gabriel (2023). Elogio de la filosofía. Madrid. La Esfera de los Libros. ISBN 9788413846330.[19]
- Albiac, Gabriel (2025). El eclipse del padre. Madrid. La Esfera de los Libros. ISBN 8410940345

### Otros géneros
- Albiac, Gabriel (1997). Una adopción en la India. Madrid: Espasa-Calpe. ISBN 84-239-7747-1.
- Otros mundos (2002), es una antología de sus artículos en el diario El Mundo.
- Albiac, Gabriel (2022). En tierra de nadie. Memorias. Madrid: La Esfera de los Libros. ISBN 9788413844244.

### Poesía
- Rock and roll, Madrid, Hiperión, 1992. ISBN 84-7517-368-3